# Labour Party (Hongkong)
Die Labour Party, kurz Labour (chinesisch 工黨, Pinyin Gōngdǎng, Jyutping Gung1dong2 – „Arbeiterpartei“) ist eine politische Partei in der Sonderverwaltungszone Hongkong. Die am 18. Dezember 2011 gegründete Partei hat eine sozialdemokratische Ausrichtung und ist Teil des Pro-Demokratie-Lagers in Hongkong.

## Ausrichtung
Die Partei vertritt ein sozialdemokratisches Programm, welches Demokratie, Gerechtigkeit, Nachhaltigkeit und Solidarität umfasst. Außerdem spricht sich die Partei für die Regelung des Wettbewerbsrechts und die Einführung einer maximalen Wochenarbeitszeit ein. Die Partei spricht sich explizit für die Zielgruppe der Arbeiter aus, indem sie die derzeitige Stellung der Arbeiter als reine Produktionsmittel und das kapitalistische System kritisiert. Bereits zu ihrer Gründung sprach sich die Partei explizit für die Gleichstellung aller sexuellen Orientierungen aus und war damit Vorreiter unter allen Parteien in Hongkong. Sowohl die rechtliche Anerkennung von Transgendern als auch die Möglichkeit der gleichgeschlechtlichen Ehe soll eingeführt werden.
Sie unterstützt außerdem die Forderung nach einer Direktwahl des Chief Executive von Hongkong durch die allgemeine Bevölkerung und stellt sich gegen den Artikel 23 des Grundgesetzes von Hongkong, welcher unter anderem die Meinungsfreiheit und die Möglichkeiten der Widersetzung gegenüber der Regierung der Volksrepublik China einschränkt. Im Allgemeinen ergibt sich aus den Forderungen eine klare Zugehörigkeit zum Pro-Demokratie-Lager.

## Geschichte
Bereits seit dem 21. Juli 1964 bis 1972 existierte mit der Labour Party of Hong Kong eine Partei mit einem ähnlichen Namen. Aufgrund des großen zeitlichen Abstandes handelt es sich dabei aber nicht um einen direkten Vorgänger der heutigen Partei. In den 1990er Jahren entstand bei damaligen pro-demokratischen sozialdemokratischen Abgeordneten die Idee der Gründung einer Arbeiterpartei. Zu den Abgeordneten gehörten Mitglieder der Hong Kong Confederation of Trade Unions, des Neighbourhood and Worker's Service Centre und der Democratic Party. Die Idee wurde schließlich nicht in die Tat umgesetzt.
Anfang des Jahres 2011 äußerte Lee Cheuk-yan, der auch schon in den 1990er Jahren als Abgeordneter der Hong Kong Confederation of Trade Unions die Idee einer Arbeiterpartei mitgetragen hatte, sein Interesse an einer neuen Arbeiterpartei. Dazu führte er Gespräche mit den Abgeordneten Leung Yiu-chung und Cheung Kwok-che von der Hong Kong Social Workers' General Union, Cyd Ho von Civic Act-up und Fernando Cheung, der ein ehemaliges Mitglied der Civic Party gewesen ist. Cheung war der Erste, der sich für eine Partei für Arbeiterrechte, Rechte von Zuwanderern, ethnischen Minderheiten und für den Umweltschutz aussprach, um an der Wahl zum Legislative Council 2012 anzutreten.
Die Partei wurde am 18. Dezember 2011 offiziell gegründet. Die New World First Bus Company Staff Union, die K.M.B. Staff Union, die Hong Kong Buildings Management And Security Workers General Union unter der Hong Kong Confederation of Trade Unions und Civic Act-up traten der Partei als angeschlossene Gruppen bei. Das Neighbourhood and Worker's Service Centre entschloss sich, nicht Teil der Labour Party zu werden und nimmt heute eigenständig an Wahlen in Hongkong teil. Ein Exekutivkomitee aus 20 Personen wurde ohne Gegenkandidaten von 131 Gründungsmitgliedern gewählt. Lee Cheuk-yan wurde Parteivorsitzender, Cyd Ho, Fernando Cheung und Yeung Ho-yan wurden stellvertretende Vorsitzende, Cheung Kwok-che wurde Senate Chairman und Tam Chun-yin wurde Generalsekretär der Labour Party.
Vor der Wahl zum Legislative Council 2012 hatte die Partei durch Übertritte mit Lee Cheuk-yan, Cyd Ho und Cheung Kwok-che bereits drei Abgeordnete im Parlament. Bei der Wahl trat die Partei in drei geographischen Wahlkreisen an. Lee Cheuk-yan wurde im Wahlkreis New Territories West wiedergewählt. Auch Cyd Ho wurde in ihrem Wahlkreis Hong Kong Island wiedergewählt. Auch Fernando Cheung konnte im Wahlkreis New Territories East wieder einen Sitz im Legislative Council erlangen, dieses Mal für die Labour Party, nachdem er seit 2008 kein Abgeordneter mehr war. Darüber hinaus wurde Cheung Kwok-che im funktionalen Wahlkreis für Sozialfürsorge wiedergewählt. Nach der Democratic Party und der Civic Party wurde die Labour Party 2012 drittstärkste pro-demokratische Partei.
Ihren ersten Sitz auf Distriktebene bekam die Partei 2015 durch die Nachwahl im Wahlkreis San Fu des Distrikts Tai Po. Bei den Wahlen der District Councils 2015 stellte die Partei zwölf Kandidaten, von denen drei Bewerber gewählt wurden. Den Sitz im Wahlkreis San Fu verlor die Partei jedoch. Am 13. Dezember 2015 trat der Parteivorsitzende Lee Cheuk-yan zurück. Für seine Nachfolge stellten sich drei Kandidaten auf. Suzanne Wu von der Association for the Advancement of Feminism setzte sich gegen Kwok Wing-kin und Cheng Sze-lut durch.
Bei der Wahl zum Legislative Council 2016 musste die Partei schwere Verluste hinnehmen. Mit Lee Cheuk-yan und Cyd Ho wurden zwei bekannte Politiker der Labour Party nicht wiedergewählt. Außerdem ging Cheung Kwok-che in den Ruhestand, sodass die Partei außerdem ihren einzigen Sitz in einem funktionalen Wahlkreis verlor. Der einzige Abgeordnete, der bei der Wahl gewählt wurde, war Fernando Cheung im Wahlkreis New Territories East. Die Parteivorsitzende Suzanne Wu wurde nicht gewählt.
Nach ihrem Rücktritt im August 2017 aufgrund einer parteiinternen Auseinandersetzung mit Cyd Ho, die nach dem schlechten Ergebnis ebenfalls von allen Parteiämtern zurücktrat, wurde eine neue Wahl innerhalb der Partei angesetzt, um einen neuen Parteivorsitzenden zu bestimmen. Im November 2017 wurde der damalige stellvertretende Vorsitzende Kwok Wing-kin zum neuen Parteivorsitzenden gewählt.

## Personen
Die Labour Party hatte bisher drei Parteivorsitzende:
- Lee Cheuk-yan: 2011 bis 2015
- Suzanne Wu: 2015 bis 2017
- Chiu Shi-shun: 2017 (interim)
- Kwok Wing-kin: seit 2017

Die aktuellen Abgeordneten der Partei im Legislative Council und in den District Councils sind:
- Fernando Cheung (Wahlkreis New Territories East für den Legislative Council)
- Mak Tak-ching (Wahlkreis Sai Wan Ho für den Eastern District Council)
- Tam Chun-yin (Wahlkreis Yau Oi North für den Tuen Mun District Council)
- Yip Wing (Wahlkreis Chung On für den Sha Tin District Council)